# Махцин (Мазовецьке воєводство)
Махцин (пол. Machcin) — село в Польщі, у гміні Хинув Груєцького повіту Мазовецького воєводства.
Населення — 196 осіб (2011).
У 1975-1998 роках село належало до Радомського воєводства.

## Демографія
Демографічна структура станом на 31 березня 2011 року:
|          | Загалом | Допрацездатний вік | Працездатний вік | Постпрацездатний вік |
| -------- | ------- | ------------------ | ---------------- | -------------------- |
| Чоловіки | 103     | 22                 | 70               | 11                   |
| Жінки    | 93      | 16                 | 64               | 13                   |
| Разом    | 196     | 38                 | 134              | 24                   |